# Stadion im. Kâmila Ocaka
Stadion im. Kâmila Ocaka (tur. Kâmil Ocak Stadyumu) – nieistniejący już wielofunkcyjny stadion w mieście Gaziantep, w Turcji. 

## Historia
Obiekt powstał w 1974 roku i nosił imię tureckiego polityka, Kâmila Ocaka. Jego pojemność wynosiła 16 981 widzów (wszystkie trybuny były jednopoziomowe i w pełni przykryte dachem). Wyposażony był m.in. w sztuczne oświetlenie i bieżnię lekkoatletyczną. Swoje spotkania rozgrywali na nim piłkarze klubu Gaziantepspor. W 2013 roku stadion był również jedną z aren piłkarskich Mistrzostw Świata U-20. W latach 2013–2016 na obrzeżach miasta wybudowano nowy, typowo piłkarski stadion na ponad 35 000 widzów, na który na początku 2017 roku przenieśli się piłkarze Gaziantepsporu. W 2018 roku stary stadion został rozebrany.